# Untere Tunguska
Die Untere Tunguska (russisch Нижняя Тунгуска, Nischnjaja Tunguska; wiss. Transliteration Nižnjaja Tunguska) ist ein 2989 km langer rechter bzw. südöstlicher Nebenfluss des Jenissei in Sibirien (Russland, Asien).

## Geographische Lage
Die Untere Tunguska entspringt im Südteil des Mittelsibirischen Berglands knapp 300 km nordöstlich von Bratsk zwischen etwa 678 m hohen Bergen. Von ihrer Quelle auf etwa 550 m Höhe fließt sie anfangs nordostwärts durch das genannte Bergland und verläuft dabei parallel zur Lena – wenige Kilometer von dieser entfernt. Während die Lena allerdings nach Nordosten fließt, verläuft die Untere Tunguska aber nach Norden und dann nach Nordwesten, um rund 340 km südlich von Norilsk bei Turuchansk auf etwa 5,5 m Höhe in den Jenissei zu münden.

## Einzugsgebiet und Zuflüsse
Das Einzugsgebiet der Unteren Tunguska, das sich hauptsächlich in der großen Tunguska-Region befindet, umfasst etwa 473.000 km². Ihr größter Zufluss ist der Kotschetschum, der bei Tura von Norden kommend einmündet. Zu ihren weiteren Zuflüssen gehören Nepa und Ilimpeja.

## Wasserkraftwerk Turuchansk
Für eine etwa 120 km oberhalb der Mündung der Unteren Tunguska in den Jenissei gelegene Stelle ist das Wasserkraftwerk Turuchansk mit einem 9400 km² und 45 km³ großen Stausee und einer 200 m hohen Staumauer in Planung.

## Andere Flüsse namens Tunguska
Etwa 100 km weiter nördlich des Quellbereichs der Unteren Tunguska entspringt die kürzere Steinige Tunguska, die überwiegend nordwestwärts fließt und 600 km weiter südlich in den Jenissei mündet. Zudem heißt der Angara-Unterlauf Obere Tunguska.